# Якутска автономна съветска социалистическа република
Якутската автономна съветска социалистическа република (Якутска АССР) е автономна република в състава на Съветския съюз, съществувала от 27 април 1922 до 26 септември 1990 г.
Територията на републиката е 3 103 200 кв. км, има население 1 034 000 души. Съотношението градско/селско население е 719 000 към 315 000 души.
Републиката е наградена с орден „Ленин“ (1957), орден „Октомврийска революция“ (1972) и орден „Дружба на народите“ (1972). Неин приемник е Република Якутия в Русия.

## Население
Националният състав на населението към 1979 г. е следният:
- якути – 314 000
- руснаци – 430 000
- украинци – 46 000
- евенки – 11 600
- евени – 5800 и други.